# Jiashu
Jiashu (kinesiska: 嘉树, 嘉树乡) är en socken i Kina. Den ligger i provinsen Hunan, i den södra delen av landet, omkring 84 kilometer sydost om provinshuvudstaden Changsha. Antalet invånare är 21376. Befolkningen består av 10 311 kvinnor och 11 065 män. Barn under 15 år utgör 15,0 %, vuxna 15-64 år 73 %, och äldre över 65 år 11,0 %.
Genomsnittlig årsnederbörd är 1 875 millimeter. Den regnigaste månaden är maj, med i genomsnitt 330 mm nederbörd, och den torraste är oktober, med 39 mm nederbörd.